# Cayos de Morant
Los Cayos de Morant (en inglés: Morant Cays) son un grupo de islas a 51 kilómetros al sureste de Punta Morant en la isla principal de Jamaica. Se trata de uno de los dos grandes grupos de islas pertenecientes a este país, (los otros son los Cayos de Pedro). Constan de cuatro pequeños islotes agrupados estrechamente a lo largo del borde sureste del Banco de Morant formando un extenso banco de coral en forma de media luna de más de 7 km de largo, pasando de los 1000 m. El área del Banco de Morant es de aproximadamente 100 km². Cayos Morant son bajos, en su mayoría deshabitados, estacionalmente visitados por pescadores, y frente a arrecifes sobre los que el mar rompe constantemente. Las islas tienen escasa vegetación y son criaderos de aves marinas y constituyen zona de anidación de tortugas marinas.
Los cayos fueron anexadas en 1862 por el Reino Unido e integrados a Jamaica en 1882.
Huevos de aves marinas y guano se recogen periódicamente en estos cayos.

## Isletas
- Cayo Noreste (North-East Cay): a veces se divide geográficamente en 3 partes diferenciadas, Hay un campamento de pescadores, establecido por el Departamento de Agricultura de Jamaica, con varias cabañas y un tanque de agua en el lado sur del cayo. Hay un faro en Breezy Point, el punto más oriental del cayo y de Jamaica.
- Cayo Sureste (South-East Cay) se encuentra a 1,9 kilómetros del Cayo Noreste, su forma puede variar de acuerdo a la época del año debido a la acción del mar sobre la arena.
- Cayo Suroeste (South-West Cay) se encuentra a 1,6 km al suroeste de Cayo Sureste. Una cornisa rocosa se extiende desde el cayo y se utiliza como un muelle.